# Blizzy
Hamza Mohamed Abdi, känd som Blizzy, född 19 februari 1994 i Husby, är en svensk rappare. Han blev känd genom sin medverkan i hiphopkollektivet Ghetto Superstars och det uppmärksammade debutalbumet Väster om väster.

## Biografi
Mohamed växte upp i Husby i nordvästra Stockholm och hans karriär inom musiken började tidigt. Redan i tonåren började han hänga i studion på fritidsgården, där han prövade egenskrivna texter. Strax därefter startades hiphopgruppen Krabban, där Mohamed rappade tillsammans med sin vän Salah Abdulle (Dree Low) och lokala rapparen Keya Turan.
Under gymnasietiden träffade Dree Low producenten Hasti B, som jobbade mycket med Rinkebyrapparna Yasin och Jaffar Byn. Mohamed fick då möjlighet att spela in låten Falla med den förstnämnda, en låt som fick en halv miljon lyssningar på en dag. Vid denna tid startade hiphopkollektivet Ghetto Superstars (GSS), och Mohamed kom med som medlem. Även efter tiden i GSS fortsatte Mohamed med sin solokarriär, och släppte 2018 albumet Selfmade till positivt gensvar. I februari hade Blizzy över 420 000 lyssnare i månaden på Spotify. Blizzy har både sålt guld samt platina vid flertal gånger och varit grammisnominerad.
2017 var Mohamed med på den årliga topplistan av unga svenska artister på Dopest.
Den 23 oktober 2020 släppte Blizzy singeln "2vs2" med artisten Ricky Rich. Singeln placerade sig på topp 50-listan i Sverige direkt och var en av Sveriges 50 mest streamade låtar i 5 veckor. Den 9 april 2021 släppte Blizzy och Ricky Rich återigen en låt i samarbete med Spotify 100, "Guitar".
År 2023 medverkade han i SVT-serien När hiphop tog över.
Den 24 maj 2024 släppte Blizzy sin första singel från Selfmade 2 Chicano med Ricky Rich som peakade på plats 23 i topp 50 listan i Sverige.

## Diskografi

### Album
- 2016 – Väster om väster, R.
- 2017 – Djungelblå, R.
- 2018 – SELFMADE, R.
- 2019 – Här ute, Stadsbild Musik
- 2020 – PHOENIX Pt. 1, SELFMADE
- 2020- PHOENIX Pt. 2, SELFMADE

### Singlar
- 2016 – En Mill, R.
- 2017 – Diva (Remix), R.
- 2017 – Bad Girl, R.
- 2018 – One in a Milli, R.
- 2018 – Onda Ögat, R.
- 2019 – La Vida, R.
- 2019 – Varning, Blizzy
- 2019 – Förlust, Stadsbild Musik
- 2020 – Down, SELFMADE
- 2020 – Vaffanculo, SELFMADE
- 2020 – No Way, SELFMADE
- 2020 – Här igen, SELFMADE
- 2020 – 2VS2, SELFMADE
- 2021 - Guitar ft Ricky Rich
- 2023 - ”Girl”, SELFMADE
- 2023 - ”Mon Freré”, SELFMADE
- 2023 - ”Arsenal”, SELFMADE
- 2023 - ”Molto Bella”,SELFMADE
- 2023 - ”Arrivederci”,SELFMADE
- 2023 - ”Beväpnade” Ft Shenzibeats,SELFMADE
- 2024 ”Chicano” ft Ricky Rich
- 2024 ”ROLEX ROSE” Ft Guleed Mokki
- 2024 ”Need Me” ft Tasha17k
- 2024 ”Sweet Melanin”
- 2025 ”Låter Dig Gå”
- 2025 ”So Fly” Ft 1Cuz 01an

### Inhopp
- 2016 – Paparazzi (med Monti B), R.
- 2016 – Hur hon rör sig (med Dree Low), R.
- 2017 – Hand i hand (med Monti B), Xclusive Production
- 2017 – Vacker (med Richy B. och Rigo Fuego), Topaz Records
- 2017 – En sån (med DaCosta), Playground Music
- 2017 – Mademoiselle (med Willow), TMA
- 2017 – För Laxen (med Dree Low), R.
- 2017 – Hey Baby (Remix) (med Lamix), NBL Sound
- 2017 – Hoodparty (med Dree Low), R.
- 2017 – Crollen 250 (med Dree Low), R.
- 2018 – Stora namn (med Jaffar Byn), R.
- 2018 – PARA (Remix) (med Lani Mo), Stadsbild Musik
- 2018 – Hon få mig - Remix (med Fricky), Random Bastards
- 2018 – Hon e redo (med K27, Elias Abbas och Mwuana), R.
- 2018 – Corner (med Chris & Fada), Masa Music
- 2018 – Vi kan också (med Sara Kania), FXVI
- 2018 – Bara vi (med Michel Dida), Michel Dida
- 2018 – Sunshine (Bad to di Bone) (med Chris & Fada), R.
- 2019 – Tänk noga (remix) (med Dree Low, 24K mfl.)
- 2020 – Relate (med Dree Low), Top Class Music